# Kościół św. Jadwigi Śląskiej w Gdańsku
Kościół świętej Jadwigi Śląskiej w Gdańsku – rzymskokatolicki kościół parafialny znajdujący się w gdańskim Nowym Porcie. Należy do dekanatu Gdańsk-Wrzeszcz archidiecezji gdańskiej.

## Historia

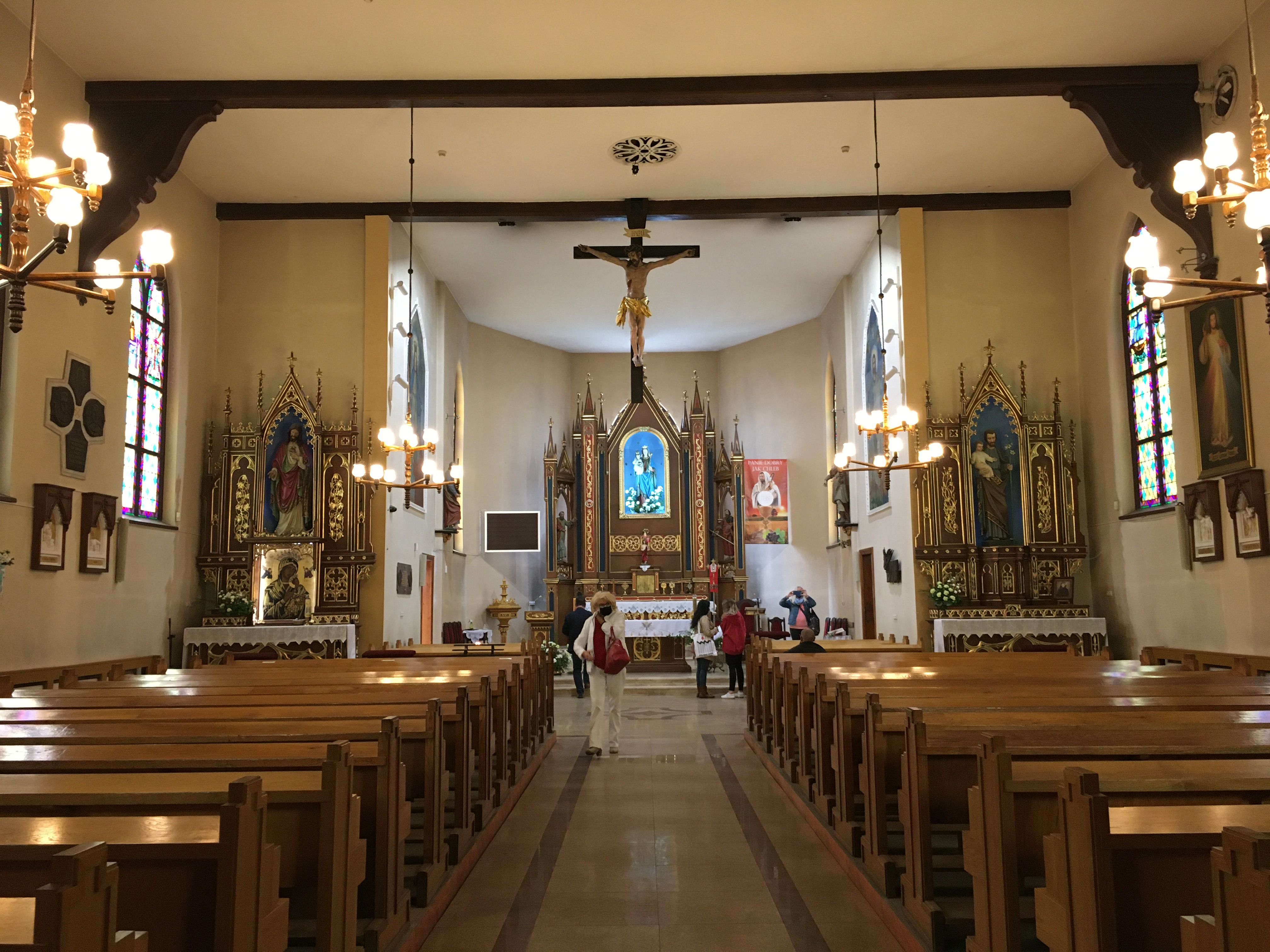
Wnętrze kościoła

Kamień węgielny pod budowę świątyni został położony w sierpniu 1857 roku, uroczystość odbyła się pod przewodnictwem infułata Jaeschke i kuratora Johanna Schwalma. Budowa została sfinansowana z datków zbieranych w diecezji, a także ze wsparcia króla Prus. Prace budowlane postępowały bardzo sprawnie, ponieważ pomagali przy nich także nowoporccy protestanci. 26 września 1858 roku kościół został poświęcony przez dziekana Nelke. 16 lipca 1866 roku została utworzona samodzielna parafia św. Jadwigi Śląskiej. Wcześniej katoliccy mieszkańcy Nowego Portu uczęszczali do kościoła św. Jakuba w Oliwie. Kościół przetrwał II wojnę światową. Następnie był remontowany przez powojennych proboszczów. Od 2010 roku świątynia jest iluminowana.